# Cannibal Corpse
Cannibal Corpse est un groupe de death metal américain. Fondé en 1988 et initialement composé de Chris Barnes, Bob Rusay, Jack Owen, Alex Webster et Paul Mazurkiewicz, le groupe est considéré, avec quelques autres, comme étant un groupe pionnier dans le brutal death metal. Le groupe débute avec Eaten Back to Life en 1990. Viendront ensuite Butchered at Birth (1991) et Tomb of the Mutilated (1992) qui se vendront à eux seuls à un million d'exemplaires dans le monde dont 558 929 aux États-Unis. Les membres de Cannibal Corpse s'inspirent à l'origine des groupes thrash metal comme Slayer et Kreator, et autres groupes de death metal comme Morbid Angel, Autopsy et Death.

## Biographie
Cannibal Corpse est fondé en 1988 par des membres appartenant à l'univers death metal ; Beyond Death (Webster, Owen), Leviathan (Barnes), et Tirant Sin (Barnes, Rusay, Mazurkiewicz). Le groupe fait sa première soirée au River Rock Cafe en mars 1989, peu après l'enregistrement de leur cassette audio démo, Cannibal Corpse. Le groupe signe par la suite avec Metal Blade Records et y fait paraître leur album, Eaten Back to Life, en août 1990. Leur deuxième album, Butchered at Birth, paraît en 1991, puis leur troisième, Tomb of the Mutilated, en 1992, ce dernier connaîtra un grand succès notamment grâce au titre Hammer Smashed Face. En 1993 le groupe publie l'EP Hammer Smashed Face. En 1994, le groupe fait une apparition dans le film Ace Ventura, détective pour chiens et chats, en interprétant son célèbre tube Hammer Smashed Face.
Au fil des années, le groupe change constamment son line-up. En 1993, le membre fondateur et guitariste Bob Rusay est renvoyé du groupe, les autres musiciens lui reprochant un niveau technique insuffisant. Rusay fut à ce point déçu et bouleversé par ce qu'il considérait comme une injustice manifeste qu'il en cessa définitivement de jouer de la guitare. Il se reconvertit ensuite comme instructeur de golf, et fut remplacé par le guitariste de Malevolent Creation, Rob Barrett. En 1995, pendant l'enregistrement de leur nouvel album, Vile, le chanteur Chris Barnes quitte le groupe et est remplacé par le chanteur de Monstrosity George « Corpsegrinder » Fisher. Barnes participait au groupe Six Feet Under, puis à Torture Killer. En 1997, Barrett quitte Cannibal Corpse pour rejoindre ses anciens groupes, Malevolent Creation et Solstice. À la suite du départ de Barrett, arrive le guitariste Pat O’Brien, qui est apparu pour la première fois sur Gallery of Suicide en 1998. Le membre fondateur et guitariste Jack Owen quitte Cannibal Corpse en 2004 pour passer plus de temps avec son second groupe, Adrift (il rejoint Deicide fin 2005). Jeremy Turner du groupe Origin le remplace temporairement comme second guitariste durant la tournée The Wretched Spawn de 2004. Barrett revient dans le groupe en 2005 sur l'album Kill, commercialisé en mars 2006.
L'écriture de leur album suivant est annoncée en novembre 2007 par le bassiste Alex Webster dans une interview. Evisceration Plague, le onzième album studio de Cannibal Corpse, commercialisé le 3 février 2009, est très bien accueilli par les fans. Ils font également paraître un DVD live en 2011 intitulé Global Evisceration. Torture sort le 13 mars 2012. C'est en 2014 que paraît A Skeletal Domain.
Red Before Black, le suivant, sort le 3 novembre 2017, dont l'édition limitée comprend le CD bonus Blood Covered, regroupant toutes les reprises enregistrées durant toute la carrière du groupe : aucune n'a été chantée par Chris Barnes.
En février 2021, le groupe dévoile un premier titre, Inhumane Harvest, issu de leur album suivant, intitulé Violence Unimagined et dont la sortie est prévue pour le 16 avril 2021.
En mars 2021, un deuxième titre est dévoilé, il s'agit de Murderous Rampage.
L'album  Violence Unimagined sort comme prévu le 16 avril 2021 et obtient un score de 79 sur le site Metacritic, avec des critiques généralement favorables.

## Membres

### Membres actuels
- Alex Webster – guitare basse (depuis 1988)
- Paul Mazurkiewicz – batterie (depuis 1988)
- Rob Barrett – guitare rythmique (1993–1997, depuis 2005)
- George « Corpsegrinder » Fisher – chant lead (depuis 1995)
- Erik Rutan – guitare lead (depuis 2021)

### Anciens membres
- Bob Rusay – guitare (1988–1993)
- Chris Barnes – chant (1988–1995)
- Jack Owen – guitare (1988–2004)
- Patrick O'Brien - guitare lead  (1997-2021)

### Membres de tournée
- Jeremy Turner – guitare (live) (2004–2005)

## Discographie

### Albums studio
- 1990 : Eaten Back to Life (album, réédité en 2002)
- 1991 : Butchered at Birth (album, réédité en 2002)
- 1992 : Tomb of the Mutilated (album, réédité en 2002)
- 1994 : The Bleeding (album)
- 1996 : Vile (album)
- 1998 : Gallery of Suicide (album)
- 1999 : Bloodthirst (album)
- 2002 : Gore Obsessed (album)
- 2004 : The Wretched Spawn (album)
- 2006 : Kill (album)
- 2009 : Evisceration Plague (album)
- 2012 : Torture (album)
- 2014 : A Skeletal Domain (album)
- 2017 : Red Before Black (album)
- 2021 : Violence Unimagined (album)
- 2023 : Chaos Horrific (album)

### Albums live
- 2000 : Live Cannibalism (album live)
- 2013 : Torturing and Eviscerating Live (album live)

### EP et démos
- 1989 : Cannibal Corpse (démo)
- 2002 : Worm Infested (EP)
- 1993 : Hammer Smashed Face (EP)
- 1995 : Created to Kill (démo)

### Compilations
- 1997 : Deadly Tracks (compilation)
- 2003 : 15 Year Killing Spree (coffret collector 3CD + 1DVD retraçant la carrière du groupe)

## Vidéos
- 1994 : Premier clip video : Staring Through The Eyes Of The Dead
- 1997 : Monolith of Death Tour 1996-97 (VHS)
- 2000 : Live Cannibalism (DVD & VHS) (+ Monolith Of Death Tour 1996-97 sur la version ultimate de la version DVD)
- 2006 : Live in Strasbourg (DVD bonus issu de Kill)
- 2006 : Death Walking Terror (clip vidéo)
- 2009  : Evisceration Plague (clip vidéo)
- 2010  : Priest of Sodom (clip vidéo)
- 2010  : Sentenced to Burn
- 2011 : Global Evisceration (DVD)
- 2012 : Demented Aggression
- 2012 : Encased in Concrete (clip vidéo)
- 2014 : Kill or Become (clip vidéo)
- 2014 : Sadistic Embodiment
- 2017 : Scavenger Consuming Death
- 2021 : Inhumane Harvest (clip vidéo)
- 2021: Necrogenic Resurrection (clip vidéo)
- 2023 : Summoned for Sacrifice (clip vidéo)
- 2023 : Blood Blind (clip vidéo)